# Ivan Strinić
Ivan Strinić (hr[ǐʋan strǐːnitɕ]; n. 17 iulie 1987) este un fotbalist croat care joacă pe postul de fundaș stânga pentru AC Milan și echipa națională de fotbal a Croației.

## Cariera pe echipe

### Primii ani
Născut la Split, Strinić și-a început cariera la tineretul lui Hajduk Split, unde a rămas până în 2006, apoi s-a mutat în Franța pentru a juca pentru Le Mans B. După întoarcerea sa în Croația, a jucat pentru NK Hrvatski Dragovoljac unde a fost observat și readus de clubul din orașul său natal, Hajduk Split.

### Hajduk Split
Chiar dacă era aproape să semneze un contract cu Dinamo Zagreb, Strinić a decis să joace pentru clubul de la care a plecat când era mic, Hajduk Split. Primul său meci competițional pentru Hajduk a venit în etapa din deschiderea sezonului 2008-2009 împotriva lui NK Zadar de pe stadionul Poljud, care s-a terminat cu victoria, scor 1-0 pentru Hajduk. În primul sezon cu Hajduk a jucat în 17 meciuri din campionat pe poziția de fundaș stânga.
În sezonul 2009-2010 a devenit titular cert, fiind, de asemenea, pentru prima dată convocat la echipa națională. A reușit să marcheze patru goluri în campionat, dintre care unul în derbiul etern împotriva lui Dinamo Zagreb, într-o victorie de 2-1.
În sezonul 2010-2011, Strinić a jucat în toate meciurile lui Hajduk din grupele UEFA Europa League 2010-2011 împotriva lui RSC Anderlecht, AEK și Zenit St. Petersburg. De asemenea, a devenit titular la națională, jucând în opt din cele nouă meciuri de calificare pentru Euro 2012.
El a plecat de la Hajduk în ianuarie 2011 după ce a jucat în 77 de meciuri în toate competițiile pentru Split, marcând cinci goluri.

### FC Dnipro Dnipropetrovsk

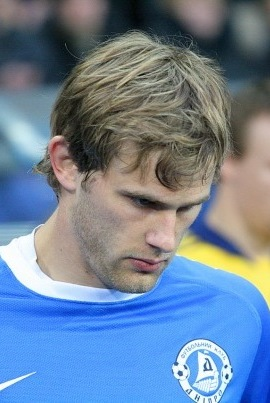
Strinić jucând pentru Dnipro Dnipropetrovsk în 2011.

La 27 ianuarie 2011, Strinić a fost transferat de Dnipro Dnipropetrovsk pentru suma de 4 milioane de euro. Strinić a debutat pentru Dnipro într-o partidă de ligă împotriva lui Tavria Simferopol într-o remiză scor 2-2, cu Strinić înscriind un gol frumos. El a mai jucat în doar încă cinci meciuri pentru Dnipro în acel sezon.
Sezonul 2011-2012 a fost mult mai bun pentru Strinić, deoarece el a jucat 27 de meciuri în toate competițiile și a jucat în toate cele trei meciuri ale Croației din grupele Euro 2012.
Sezonul 2012-2013 a fost la fel de reușit pentru Strinić, deoarece și-a menținut locul de titular atât la națională, cât și la club, cu 35 de meciuri pentru Dnipro în toate competițiile.
În decembrie 2014, Strinić a anunțat că nu-și va reînnoi contractul cu clubul, contractul expirând la sfârșitul acelei luni.

### Napoli
Jucătorul a semnat ulterior cu SSC Napoli, după 112 de partide de peste patru ani cu clubul ucrainean.

### Sampdoria
La 31 august 2017, Strinić a fost transferat de Sampdoria pentru 2 milioane de euro.

### AC Milan
La 2 iulie 2018, Strinić a semnat cu AC Milan o înțelegere pe trei ani din postura de jucător liber de contract. La 18 august 2018 i-a fost depistată o afecțiune cardiacă care a dus la retragerea temporară de la sesiunile de antrenament ale echipei.

## Cariera la națională

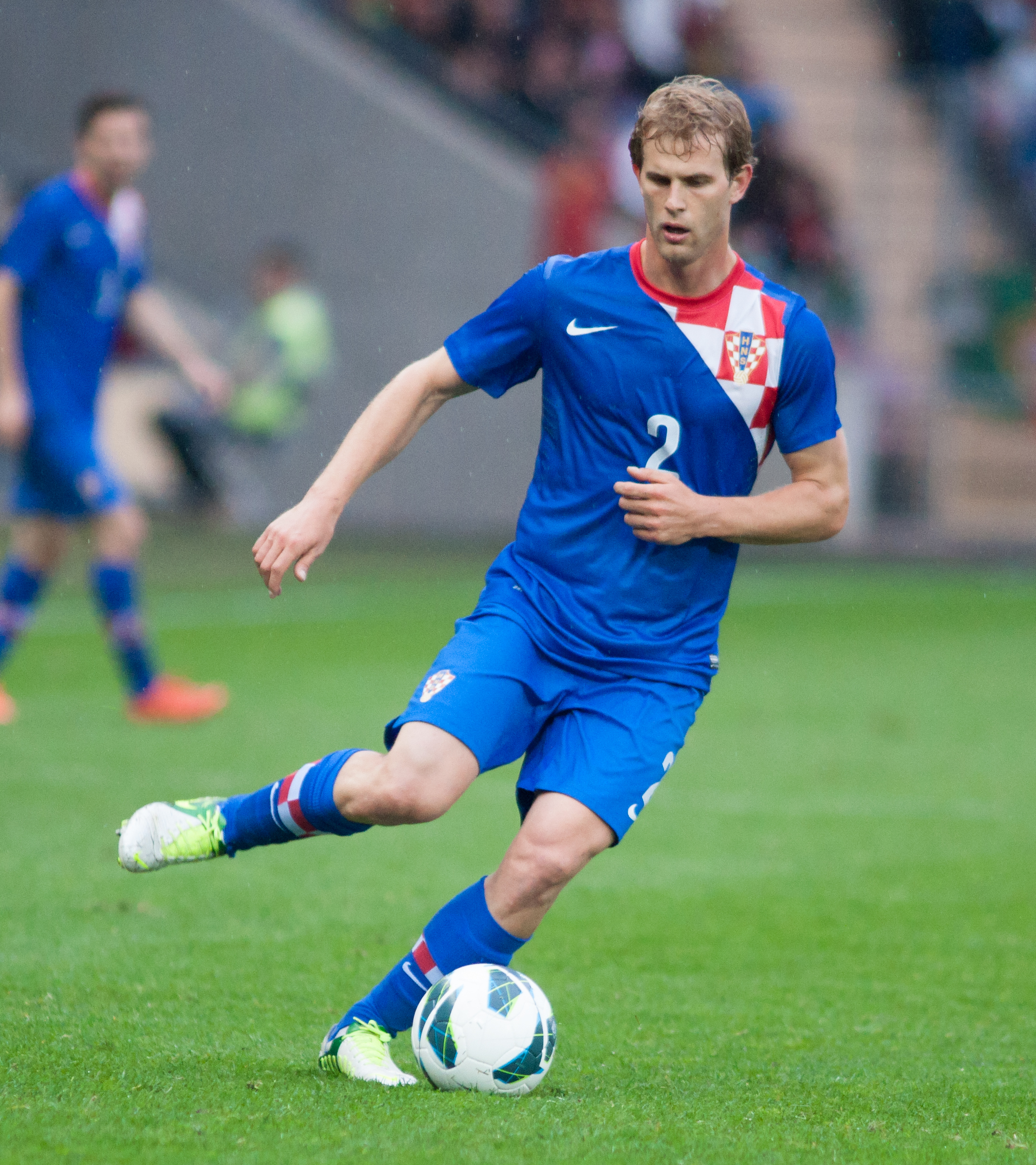
Strinić jucând pentru Croația în 2013

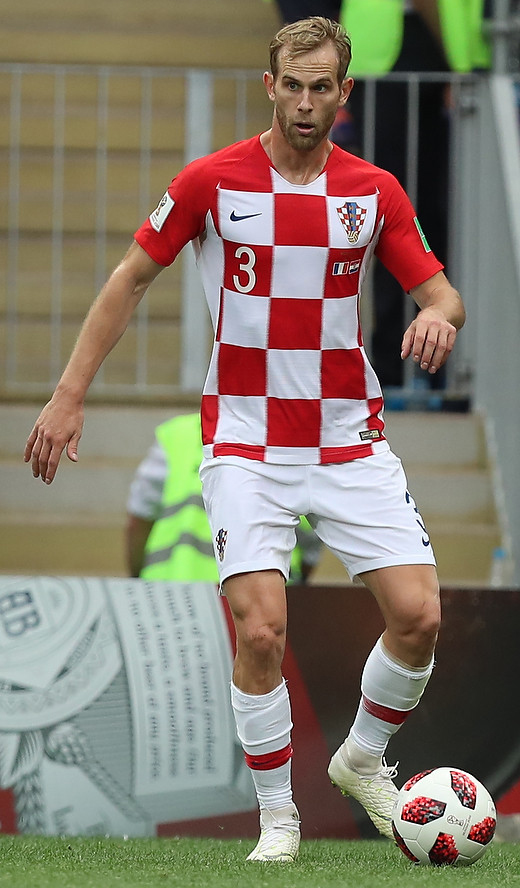
Strinić în timpul finalei Campionatului Mondial din 2018

Strinić a fost convocat pentru prima oară la echipa națională de fotbal a Croației, sub conducerea lui Slaven Bilić, pentru un meci amical cu Austria la 19 mai 2010. De atunci, el a fost titular. El a făcut parte din echipa națională de fotbal a Croației care a participat la UEFA Euro 2012 din Polonia, unde a jucat în toate cele trei meciuri din grupe. El i-a dat o pasă de gol lui Mario Mandžukić în meciul cu Italia, ducând scorul la 1-1. Deși a fost titular în campania de calificare la Campionatul Mondial din 2014, a ratat competiția din cauza unei accidentări la aductori.
prima alegere lăsată în urmă în timpul meciurilor de calificare, a ratat prezența la Campionatul Mondial din 2014 în Brazilia din cauza unei întinderi.
În mai 2018, Strinić a fost numit în echipa Croației pentru Campionatul Mondială din 2018 din Rusia. A jucat în șase din cele șapte meciuri ale echipei sale, care a fost învinsă în finală de naționala Franței.

## Statistici privind cariera

### Internațional
Până pe 15 iulie 2018
| Croația | Croația | Croația |
| An      | Meciuri | Goluri  |
| ------- | ------- | ------- |
| 2010    | 7       | 0       |
| 2011    | 8       | 0       |
| 2012    | 10      | 0       |
| 2013    | 7       | 0       |
| 2014    | 1       | 0       |
| 2015    | 0       | 0       |
| 2016    | 6       | 0       |
| 2017    | 2       | 0       |
| 2018    | 8       | 0       |
| Total   | 49      | 0       |

## Titluri
Hajduk Split
- Cupa Croației: 2009-2010

Croația
- Campionatul Mondial: finalist 2018[18]

Decorații
- Ordinul ducelui Branimir cu panglică: 2018[19]